# Puycalvel
Puycalvel är en kommun i departementet Tarn i regionen Occitanien i södra Frankrike. Kommunen ligger i kantonen Lautrec som tillhör arrondissementet Castres. År 2022 hade Puycalvel 215 invånare.

## Befolkningsutveckling
Antalet invånare i kommunen Puycalvel
| Referens: INSEE |